# Блекинге (лен)
Лен Бле́кинге (швед. Blekinge län) — лен, расположенный на юго-восточном побережье Швеции. Граничит с ленами Крунуберг, Кальмар и Сконе. Границы лена полностью совпадают с границами исторической провинции Блекинге.

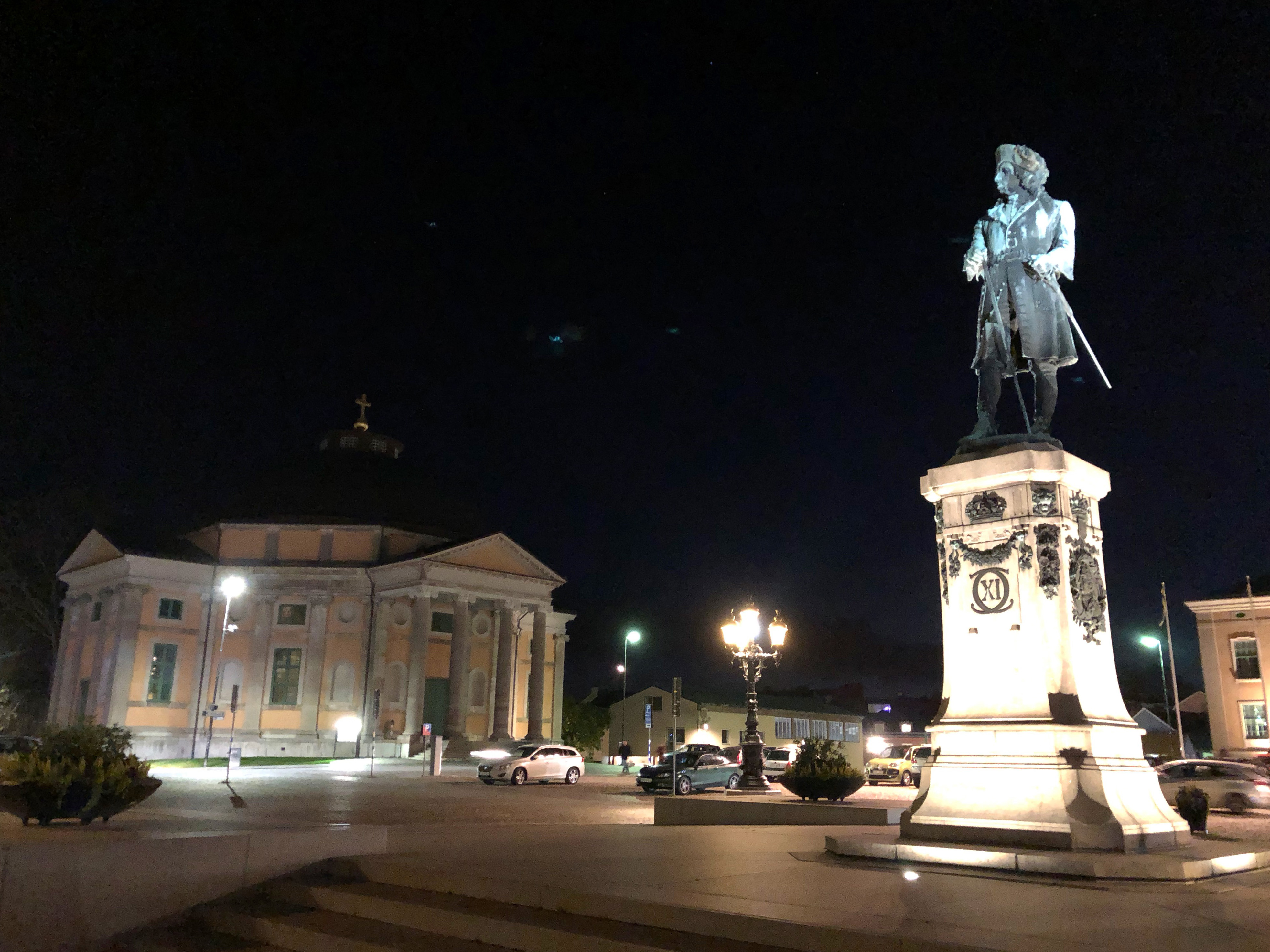
Карлскруна - памятник Карлу XI

Самый маленький по площади лен Швеции (только 0,7% от всей территории). Административный центр — город Карлскруна.
Блекинге расположен в центре наиболее динамично развивающегося региона ЕС – региона Балтийского моря. Порты и гавани региона Блекинге – это ворота в новую Европу с ежедневными регулярными коммуникациями с Польшей, Литвой и Латвией.

## Население
Блекинге – область с наибольшей плотностью заселения за пределами крупных городов. Большинство людей живёт около побережья в непосредственной близости от прекрасного архипелага островов. Город Карлскруна признан ЮНЕСКО историческим памятником.

## Административное деление
Лен состоит из 5 коммун:
- Карлсхамн (Karlshamn), центр — Карлсхамн
- Карлскруна (Karlskrona), центр — Карлскруна
- Улофстрём (Olofström), центр — Улофстрём
- Роннебю (Ronneby), центр — Роннебю
- Сёльвесборг (Sölvesborg), центр — Сёльвесборг

## Экономика
Блекинге имеет давние индустриальные традиции. Сектор услуг и туризма быстро растёт и развивается. Блекинге с самого начала находился в первом ряду развития информационных технологий, и сегодня, со своими технологическими парками Софт Центр, такими организациями, как Телеком Сити, центрами развития в Свенгсте, Улофстрёме и Солвесборге является ведущим регионом Швеции. Среди крупнейших предприятий в регионе можно назвать Volvo, ABB, Ericsson, Valeo, Garcia, Södra, Flextronics, AAK, Tarkett Sommer Kockums и Dynapac.